# Iperó (kommun)
Iperó är en kommun i Brasilien.   Den ligger i delstaten São Paulo, i den sydöstra delen av landet, 800 km söder om huvudstaden Brasília. Antalet invånare är 28 301.
Följande samhällen finns i Iperó:
- Iperó

Omgivningarna runt Iperó är en mosaik av jordbruksmark och naturlig växtlighet. Runt Iperó är det ganska tätbefolkat, med 134 invånare per kvadratkilometer.